# Episodi di Drop Dead Diva (terza stagione)
La terza stagione della serie televisiva Drop Dead Diva è stata trasmessa in prima visione negli Stati Uniti d'America da Lifetime dal 12 giugno al 25 settembre 2011.
In lingua italiana, la stagione è stata trasmessa in prima visione in Italia dal canale satellitare Fox Life dal 29 febbraio al 25 aprile 2012, mentre in chiaro è stata trasmessa nella Svizzera italiana da RSI LA1. La messa in onda in chiaro in Italia avviene invece su Cielo dal 20 febbraio 2013.
| nº | Titolo originale  | Titolo italiano           | Prima TV USA      | Prima TV Italia  |
| -- | ----------------- | ------------------------- | ----------------- | ---------------- |
| 1  | Hit and Run       | Affari di famiglia        | 12 giugno 2011    | 29 febbraio 2012 |
| 2  | False Alarm       | Falso allarme             | 26 giugno 2011    | 29 febbraio 2012 |
| 3  | Dream Big         | Un prodotto difettoso     | 10 luglio 2011    | 7 marzo 2012     |
| 4  | The Wedding       | Oggi sposi                | 17 luglio 2011    | 7 marzo 2012     |
| 5  | Prom              | Il ballo                  | 24 luglio 2011    | 14 marzo 2012    |
| 6  | Closure           | La giacca del procuratore | 31 luglio 2011    | 21 marzo 2012    |
| 7  | Mothers Day       | Una giornata particolare  | 7 agosto 2011     | 28 marzo 2012    |
| 8  | He Said, She Said | Un campus pericoloso      | 14 agosto 2011    | 4 aprile 2012    |
| 9  | You Bet Your Life | Per amore dei soldi       | 21 agosto 2011    | 11 aprile 2012   |
| 10 | Toxic             | Terreno minato            | 28 agosto 2011    | 18 aprile 2012   |
| 11 | Ah Men            | Divergenza di valori      | 4 settembre 2011  | 18 aprile 2012   |
| 12 | Bride-a-Palooza   | Una disputa d'altri tempi | 18 settembre 2011 | 25 aprile 2012   |
| 13 | Change of Heart   | Colpevole d'innocenza     | 25 settembre 2011 | 25 aprile 2012   |